# クシロムカシバク
クシロムカシバク（Plesiocolopirus kushiroensis）は、新生代・中期始新世（約3,800万年前のバートニアン）の日本列島に生息したバクの化石種である。

## 分類

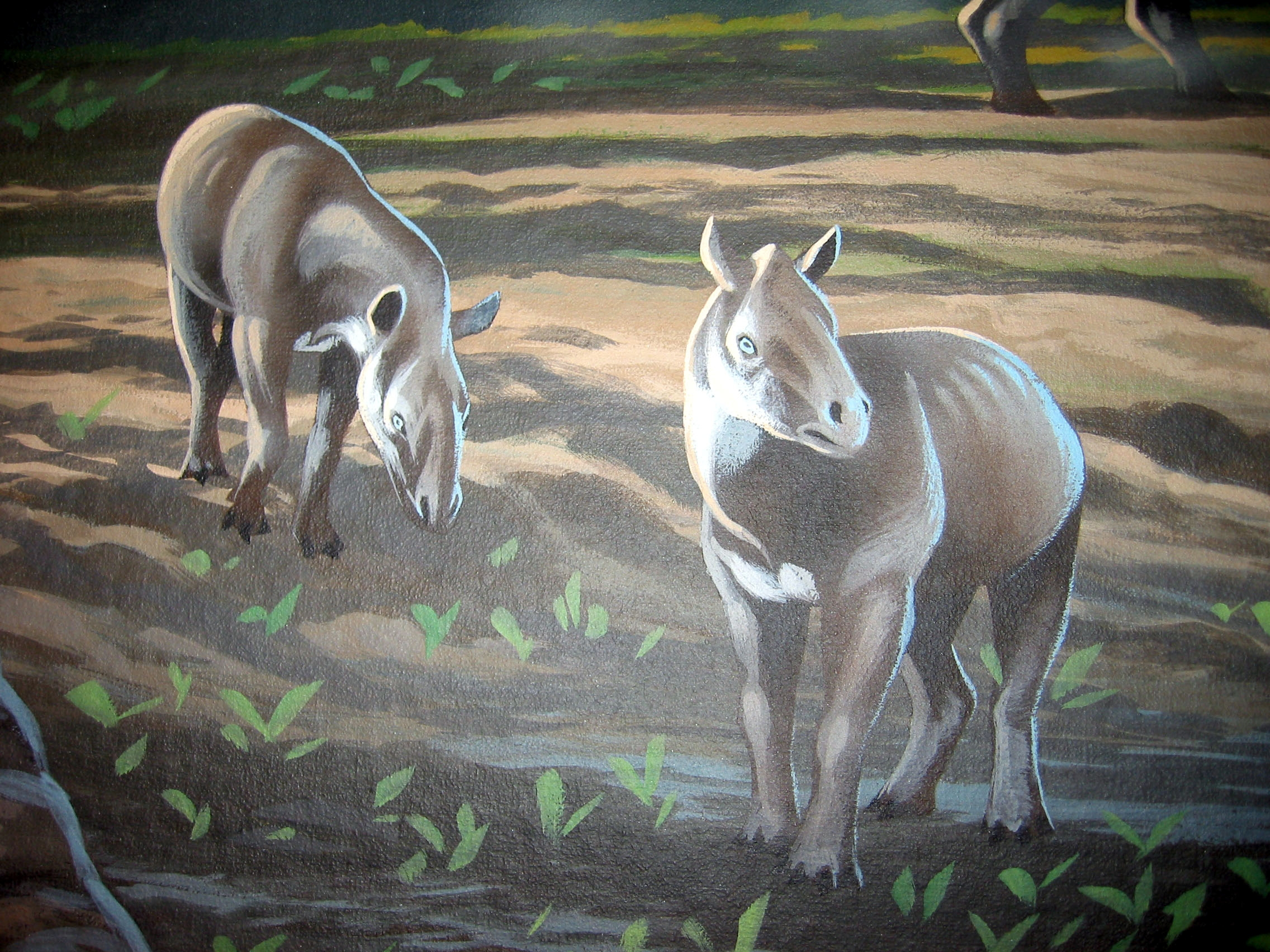
近縁であると考えられる P. hancocki はバク科の故郷である北米大陸に分布していた。

種小名の「クシロエンシス（kushiroensis）」は、ホロタイプが発見された釧路地方に由来する。
1968年に地元の中学生が釧路町十町瀬の浦幌層群（昆布森村の付近）の天寧層から上顎の一部と歯の化石を発見した。日本国内における中期始新世の化石哺乳類の標本は限定的であるが、この発見では上あごと歯が得られているなど貴重性が高いものであった。当該標本はその後は釧路市立博物館に収蔵されていたが、1983年に新種の化石バクとして国立科学博物館の冨田幸光によって記載された。
当初はコロドン属である（C. kushiroensis）と見なされていたが、1989年にプレシオコロピルス属（Plesiocolopirus）が提唱されると、1994年に同属に移された。

## 特徴
形態は同属の Plesiocolopirus hancocki に類似するが、大きさは P. hancocki よりも約40%ほど大型であると推定される。
北米大陸産の種類との形態上の類似性から、ベーリング地峡を介してユーラシア大陸に到達し、そこからサハリンを経由した陸橋を伝って北海道に渡来したと考えられる。日本列島以外の厳密な分布は判明していない。